# Gabinete Olinda II
O Gabinete Olinda II, apelidado de Gabinete do Equilíbrio, foi o ministério formado pelo Partido Conservador em 4 de maio de 1857 e dissolvido em 12 de dezembro de 1858. Foi chefiado por Pedro de Araújo Lima, Marquês de Olinda, sendo o 9º gabinete do Império do Brasil após o estabelecimento do Decreto n.º 523 de 1847. Foi antecedido pelo Gabinete Caxias I e sucedido pelo Gabinete Abaeté.

## Contexto
Segundo Sérgio Buarque de Holanda (2004):
E a 4 de maio de 1857, Olinda, agora marquês, é designado novamente Presidente do Conselho. Olinda vai constituir o que se chamará o Gabinete do equilíbrio. Encontram-se nele, ainda, conservadores e liberais juntos, fala-se em espírito moderado e conciliador, mas não se pode reconhecer nessa combinação, feita por simples interesse, o sentido da política de Paraná. [...] Liberais e conciliadores é que darão a base de apoio do Gabinete, mais que os conservadores, que se mantêm um pouco reticentes: se é certo que Olinda fora o grande fundador do partido, há muito que não entrava em perfeita consonância com os antigos companheiros.

## Composição

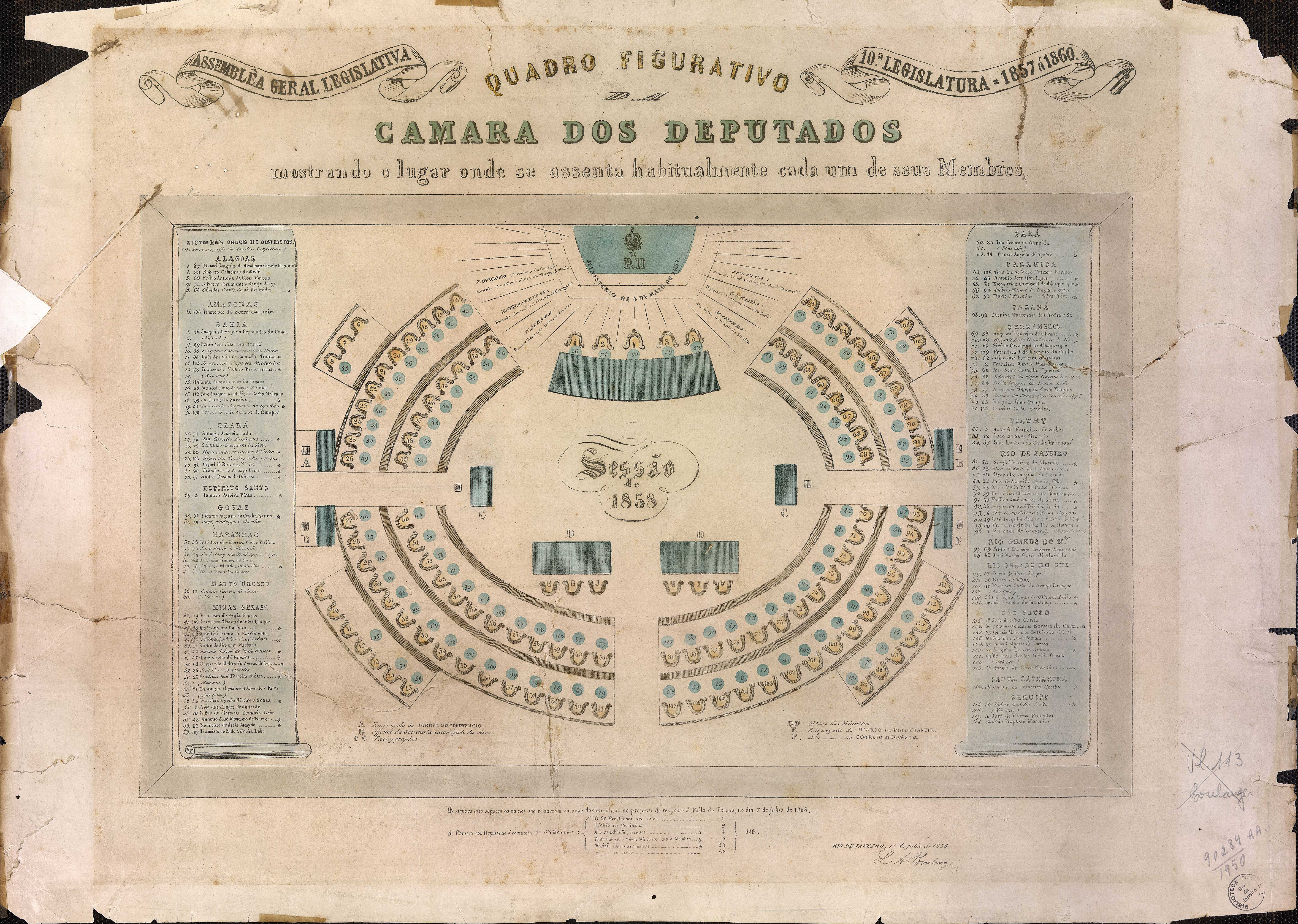
Composição do Gabinete Olinda na Câmara dos Deputados em obra de Luís Aleixo Boulanger (1858).

O gabinete foi composto da seguinte forma:
- Presidente do Conselho de Ministros: Pedro de Araújo Lima, Marquês do Olinda.
- Ministro dos Negócios do Império: Pedro de Araújo Lima.
- Ministro da Justiça: Francisco Diogo Pereira de Vasconcelos.
- Ministro dos Estrangeiros: Caetano Maria Lopes Gama, Visconde de Maranguape.
- Ministro da Fazenda: Bernardo de Sousa Franco.
- Ministro da Marinha: José Antônio Saraiva.
- Ministro da Guerra: Jerônimo Coelho, substituído interinamente em 11 de julho de 1858 por José Antônio Saraiva.

## Programa de governo
Segundo o Presidente do Conselho de Ministros (1857):
Quais são os princípios do atual Governo? São esses princípios o programa do Governo. Um programa de governo não é mais do que a maneira de resolver as questões pendentes. Nestes objetos podemos considerar questões de duas ordens. Umas são relativas ao pensamento regulador dos atos do Governo, são relativas ao espírito que lhes dá vida, que lhes imprime um caráter especial em seus efeitos, não tanto em relação aos objetos sobre que recai, mas em relação à ordem pública em geral. Outros dizem respeito a objetos puramente administrativos. Quanto às primeiras, o programa do Governo encerra-se e acha-se já na exposição que acabei de fazer da maneira por que foi organizado o Ministério. (...) Quanto aos objetos administrativos, na Faia do Trono acham-se indicadas as primeiras necessidades. (...) O Ministério não pode apresentar trabalhos, que não os tem preparados; por isso, adotará os projetos que já estão em andamento em ambas as Casas, salvas aquelas modificações que julgar convenientes. (...) Esperamos que daí resultarão instituições que assegurem a tranqüilidade pública e promovam o desenvolvimento da riqueza nacional. Eis o nosso programa.
O gabinete apresentou o seguinte programa de governo:
- Incentivar a imigração.
- Revisar as tarifas alfandegárias.
- Reformar o sistema hipotecário.
- Aperfeiçoar a disciplina militar.
- Aperfeiçoar a legislação criminal e de processo.
- Criar projeto de lei para a promoção dos oficiais da Armada.
- Modificar as disposições que regulam o recrutamento.

## Legislação aprovada
O gabinete aprovou a seguinte legislação:
- Decreto nº 1.943 de 8 de julho de 1857: Altera as disposições de diferentes artigos do regulamento das escolas de Medicina do Império.
- Decreto nº 2.004 de 24 de outubro de 1857: Manda receber nas estações públicas do Império as moedas inglesas soberanas.
- Decreto nº 2.046 de 9 de dezembro de 1857: Aprova o regulamento para o corte de gado no matadouro público da Corte.
- Decreto nº 2.081 de 16 de janeiro de 1858: Regula a organização e disciplina do corpo policial da Corte.
- Decreto nº 2.268 de 2 de outubro de 1858: Promulga o tratado de amizade entre o Brasil e o Império Otomano.
- Decreto nº 2.269 de 2 de outubro de 1858: Promulga o tratado de comércio entre o Brasil e a República do Uruguai.
- Decreto nº 2.312 de 27 de novembro de 1858: Promulga a convenção celebrada nesta Corte em 2 de junho de 1858 para o ajuste, por meio de uma comissão mista, das reclamações entre o Império e a Grã-Bretanha.